# Lancrans
Lancrans ist eine ehemalige französische Gemeinde und heutige Commune déléguée mit 1074 Einwohnern (Stand 1. Januar 2022) im Département Ain in der Region Auvergne-Rhône-Alpes. Sie gehörte zum Kanton Valserhône im Arrondissement Nantua und war Mitglied im Gemeindeverband Pays Bellegardien.

## Geographie
Lancrans liegt auf 500 m, etwa zwei Kilometer nördlich des Städtchens Bellegarde-sur-Valserine, 48 Kilometer östlich der Präfektur Bourg-en-Bresse und 26 Kilometer westsüdwestlich der Stadt Genf (Luftlinie). Das Dorf erstreckt sich im französischen Jura auf einer Hangschulter im Längstal der Valserine, das sich hier gegen das Rhonetal hin öffnet, über dem Talkessel von Bellegarde am Westfuß des Grand Crêt d’Eau.
Die Fläche des 9,66 km² großen ehemaligen Gemeindegebiets umfasst einen Abschnitt des Hochjuras. Die westliche Grenze verläuft entlang der Valserine, die hier in einem rund 100 m in die Umgebung eingeschnittenen Erosionstal von Norden nach Süden fließt und in der Perte de la Valserine im Untergrund verschwindet. Auf beiden Seiten wird das Tal von steilen, teils mit Felsbändern durchzogenen Hängen begleitet. Vom Flusslauf erstreckt sich das vormalige Gemeindeareal ostwärts auf die Hangschulter von Lancrans. Daran schließt sich der bewaldete Steilhang des östlichsten Jurakamms an. Das Gebiet reicht bis auf den breiten Kamm des Grand Crêt d’Eau, auf dem mit 1570 m die höchste Erhebung von Lancrans erreicht wird. Oberhalb von rund 1400 m befinden sich ausgedehnte Bergweiden. Das Gemeindegebiet ist Teil des Regionalen Naturparks Haut-Jura (frz.: Parc naturel régional du Haut-Jura) und des Naturreservats Haute Chaîne du Jura.
Zu Lancrans gehören neben dem eigentlichen Dorf auch verschiedene Weiler und Gehöfte, nämlich:
- La Pierre (400 m) am östlichen Talhang der Valserine am Ortsrand von Bellegarde
- Ballon (510 m) auf einer Verebnungsfläche am östlichen Talhang der Valserine
- Grande Côte (580 m) auf der Hangschulter nördlich des Dorfes

Nachbargemeinden von Lancrans waren Confort im Norden, Collonges im Osten, Bellegarde-sur-Valserine im Süden sowie Châtillon-en-Michaille im Westen. Bellegarde-sur-Valserine, Châtillon-en-Michaille und Lancrans wurden mit Wirkung vom 1. Januar 2019 zur Commune nouvelle Valserhône fusioniert.

## Geschichte
Erstmals urkundlich erwähnt wird Lancrans im Jahre 1344 unter dem Namen Lancrenz. Im Lauf der Zeit wandelte sich die Schreibweise über Lancrans (1460), Lancran (1607) und Lancrens (1790) zum heutigen Namen. Der Ortsname geht auf den burgundischen Personennamen Langrid zurück und bedeutet zusammen mit dem Suffix -ans so viel wie bei den Leuten des Langrid.
Im Mittelalter gehörte Lancrans zum Herrschaftsgebiet des Château de Ballon, das den Handelsweg durch das Rhônetal und das Tal der Valserine kontrollierte. Die Herrschaft war im Besitz der Thoire-Villars und gelangte 1329 unter die Oberhoheit von Savoyen. Lange Zeit bildete Lancrans eine Großgemeinde, welche sich über den gesamten östlichen Talhang der Valserine bei Bellegarde erstreckte. Erst 1858 wurden Confort und Vanchy abgetrennt und zu selbständigen Gemeinden erhoben. Letztere gehört heute zu Bellegarde-sur-Valserine.

## Sehenswürdigkeiten
Die Pfarrkirche Saint-Amand in Lancrans wurde im 19. Jahrhundert an der Stelle eines früheren Gotteshauses neu erbaut und besitzt einen Grabstein aus dem 14. Jahrhundert. Oberhalb des Dorfes steht die Kapelle Notre Dame des Grâces, die 1689 gegründet und 1974 restauriert wurde. Von der mittelalterlichen Burg Ballon (im 12. Jahrhundert errichtet) sind Ruinen erhalten. Zu den Natursehenswürdigkeiten zählen die Pertes de la Valserine, eine Felsschlucht, in welche die Valserine mit einem Wasserfall stürzt und danach unter der Naturbrücke Pont des Oules verschwindet.

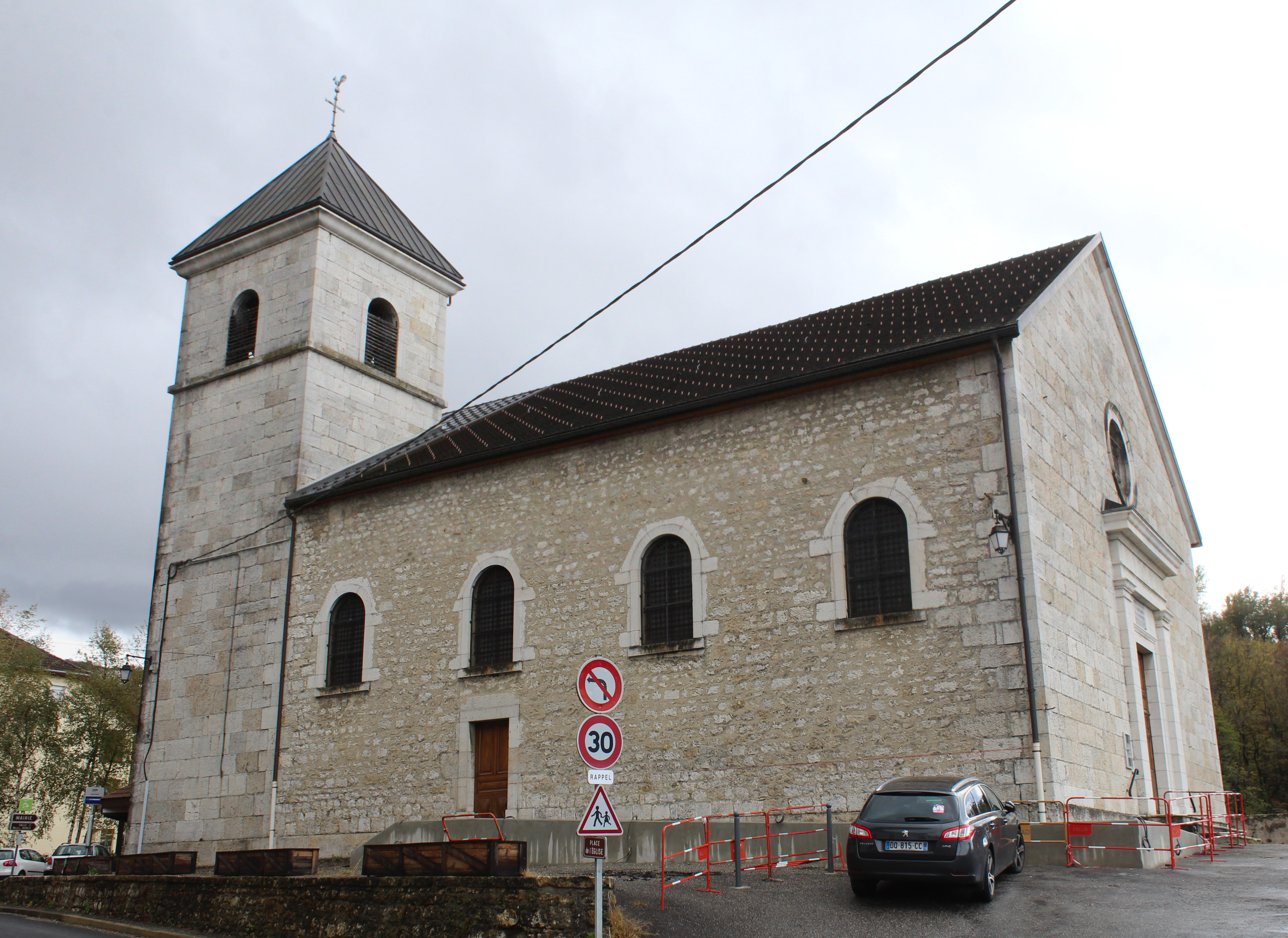
Kirche Saint-Amand

## Bevölkerung
| Bevölkerungsentwicklung | Bevölkerungsentwicklung |
| Jahr                    | Einwohner               |
| ----------------------- | ----------------------- |
| 1962                    | 891                     |
| 1968                    | 872                     |
| 1975                    | 836                     |
| 1982                    | 752                     |
| 1990                    | 815                     |
| 1999                    | 935                     |
| 2006                    | 1005                    |
| 2011                    | 1046                    |
| 2022                    | 1074                    |

Mit 1074 Einwohnern (Stand 1. Januar 2022) gehörte Lancrans zu den kleineren Gemeinden des Départements Ain. Nachdem die Einwohnerzahl in der ersten Hälfte des 20. Jahrhunderts deutlich abgenommen hatte, wurde seit Beginn der 1980er Jahre wieder ein kontinuierliches Bevölkerungswachstum verzeichnet. Die Ortsbewohner von Lancrans heißen auf Französisch Lancranais(es).

## Wirtschaft und Infrastruktur
Lancrans war bis weit ins 20. Jahrhundert hinein ein vorwiegend durch die Landwirtschaft und Forstwirtschaft geprägtes Dorf. Heute gibt es einige Betriebe des lokalen Kleingewerbes. Zahlreiche Erwerbstätige sind Wegpendler, die in den größeren Ortschaften der Umgebung und hauptsächlich in Bellegarde-sur-Valserine ihrer Arbeit nachgehen.
Die Ortschaft liegt abseits der größeren Durchgangsstraßen, ist aber verkehrsmäßig trotzdem gut erschlossen. Lancrans liegt an der Departementsstraße D991, die von Bellegarde-sur-Valserine nach Mijoux führt. Weitere Straßenverbindungen bestehen mit Vanchy und Léaz. Der nächste Anschluss an die Autobahn A40 befindet sich in einer Entfernung von rund sieben Kilometern.
In Lancrans befindet sich eine staatliche école primaire (Grundschule mit eingegliederter Vorschule).